# Myzomela malaitae
Myzomela malaitae là một loài chim trong họ Meliphagidae.